# Rio Castelo
O rio Castelo é um curso d'água do estado do Espírito Santo, Brasil, que deságua no rio Itapemirim, sendo seu principal afluente.
Várias fontes localizadas nas altas montanhas da região sul do estado se juntam para formar o rio Castelo, lugar outrora procurado por mineradores em busca de jazidas de ouro e primitivamente habitado por indígenas de duas etnias - os puris e os botocudos, estes belicosos. 
O rio atravessa também outra cidade capixaba que tomou o nome do próprio curso d'agua, Castelo. As montanhas que o cercam, desde as nascentes, apresentavam formações geológicas que pareceram aos primeiros aventureiros que se infiltraram por aquelas regiões. Daí o nome dado ao rio e à cidade.
Ao longo do seu percurso, o rio atravessa todo município de Castelo até chegar  no município de Cachoeiro de Itapemirim onde deságua, percorrendo a sede do distrito de Conduru, onde também recebe águas do Rio Fruteiras, nascido no município de Vargem Alta, até desaguar no Rio Itapemirim entre os distritos de Coutinho e Itaoca.
1. ↑  Coutinho, Luciano Melo; Cecílio, Roberto Avelino; Xavier, Alexandre Cândido; Zanetti, Sidney Sara; Garcia, Giovanni De Oliveira (11 de dezembro de 2011). «CARACTERIZAÇÃO MORFOMÉTRICA DA BACIA HIDROGRÁFICA DO RIO DA PRATA, CASTELO, ES». IRRIGA (4). 369 páginas. ISSN 1808-3765. doi:10.15809/irriga.2011v16n4p369. Consultado em 2 de fevereiro de 2023
2. ↑  Lopes, Laís Carvalho Faria Lima; Lana, Cláudio Eduardo (30 de dezembro de 2012). «Análise Ambiental Da Bacia Do Rio Castelo (ES), Com Ênfase No Problema Das Inundações». Brazilian Geographical Journal (2). ISSN 2179-2321. Consultado em 2 de fevereiro de 2023